# Tavua Island
Tavua Island är en ö i Fiji.   Den ligger i divisionen Västra divisionen, i den västra delen av landet, 150 km väster om huvudstaden Suva. Arean är 2,0 kvadratkilometer.
Terrängen på Tavua Island är platt. Öns högsta punkt är 135 meter över havet. Den sträcker sig 1,9 kilometer i nord-sydlig riktning, och 1,8 kilometer i öst-västlig riktning.